# Hitrost svetlobe
Hitróst svetlôbe je osnovna fizikalna konstanta, ki podaja hitrost, s katero se svetloba in drugo elektromagnetno valovanje širi v praznem prostoru. Navadno se jo označuje z malo črko c (iz latinščine celeritas – hitrost).

## Sodobna definicija
Vrednost hitrosti svetlobe v vakuumu je bila leta 1983 z definicijo metra postavljena na
c = 2,99792458×108 m/s

## Hitrost svetlobe pri širjenju skozi medij in svetlobni zid
Mala črka c označuje konstantno hitrost svetlobe v vakuumu, ki je hkrati tudi najvišja možna hitrost, s katero lahko nek delec potuje po Vesolju. Vendar hitrost svetlobe ni vedno enaka c-ju, saj svetloba navadno potuje skozi različne snovi oz. medije, npr. skozi zrak ali vodo. Svetloba se skozi različne medije širi različno hitro, a počasneje kot v vakuumu. Prehod svetlobe iz enega medija v drugega je tudi vzrok za lom svetlobe, ki nastane, ko se svetlobi spremeni hitrost zaradi prehoda med dvema različno gostima snovema. Iz tega izhaja, da je možno potovati hitreje kot svetloba v nekem mediju, pri čemer ne presežemo hitrosti c-ja. Na primer, svetloba se skozi vodo širi le z 75% hitrosti c-ja. Nek delec (npr. elektron) pa lahko skozi vodo potuje z večjo hitrostjo kot 75% c-ja, a še vedno počasneje kot c (npr. lahko potuje z 90% hitrosti c-ja). V tem primeru bi ta delec prebil svetlobni zid, pri čemer njegova hitrost ne bi bila večjo od c-ja in s tem ne bi kršili zakona, ki pravi, da je hitrost svetlobe v vakuumu največja možna hitrost v Vesolju.

## Zgodovinski pregled meritev hitrosti svetlobe
Bacon, Kepler in Descartes so še verjeli, da je hitrost svetlobe neskončna, kakor je trdil že Aristotel. Ibn Sina in al-Haitham sta v 11. stoletju trdila, da je hitrost svetlobe, čeprav zelo velika, končna, zato se vsak dogodek opazuje šele nekaj časa po tem, ko se zgodi.:86 Beeckman (1588–1637) je trdil, da mu je uspelo izvesti poskus, ki je kazal na to, da je hitrost svetlobe končna, vendar mu je Descartes nasprotoval, češ da se to nikakor ne sklada z njegovo filozofijo. Beeckman je leta 1629 predlagal poskus, kjer bi se opazoval odboj topovskega bliska z zrcala, oddaljenega 1 miljo (1,6 km).
Galilei je leta 1638 poskusil meriti svetlobo tako, da je pomočnika z laterno poslal na bližnji grič in mu naročil, naj posveti s svojo svetilko, ko vidi luč. Takšna meritev zahteva merjenje časa vsaj na 10 μs točno, kar v tistem času še ni bilo izvedljivo. Descartes je 11. oktobra 1638 v pismu Mersennu zavračal Galilejevo zamisel poskusa, kljub temu pa so člani akademije iz Firenc leta 1667 še enkrat neuspešno poskusili izvesti meritev po Galilejevo z lanternami oddaljenimi 1 miljo. Hooke je pojasnil negativni rezultat podobno kot Galileo in pokazal da dotedanje meritve niso dokazale neskončne hitrosti svetlobe, ampak le, da mora biti zelo velika – nekje med 36.000.000 km/s in neskončnostjo.:87
Prvo razmeroma stvarno oceno za hitrost svetlobe je leta 1675 in 1676 v Parizu izmeril danski astronom Rømer z merjenjem mrkov Jupitrovih lun. S točnim merjenjem mrkov Jupitrovih lun Ia in Ganimeda je znal napovedati, kdaj bo nastopil naslednji mrk. Opazil je, da do mrka pride 11 minut pred izračunanim časom, kadar sta Zemlja in Jupiter na isti strani Sonca, in 11 po njem, kadar sta na nasprotnih straneh. Iz tega je Rømer dobil za oceno c = 2 a.e./22 minut = 2,20 ×108 m/s.
Leta 1672 je Cassini v Bologni s paralakso Sonca izmeril astronomsko enoto 139 ×109 m in z njo hitrost svetlobe 2,11 ×108 m/s.
S kombinacijo izmerjene astronomske enote in Rømerjeve meritve je Huygens ocenil hitrost svetlobe na 2000 Zemljinih polmerov na minuto, kar je 2,1260 ×108 m/s.
Tudi Newton je sprejel končno hitrost svetlobe. V svoji knjigi Optika (Opticks) iz leta 1704 je navedel vrednost 33,2 Zemljinih polmerov na sekundo, kar da 2,1175 ×108 m/s. Ni znano ali je ocenil hitrost iz Rømerjevih meritev ali drugače.
Bradley je leta 1725 v Oxfordu z zvezdno aberacijo Eltanina, γ Zmaja dobil vrednost za hitrost svetlobe 3,0856 ×108 (2,98 ×108) m/s. Katera meritev je bila bolj točna, so takrat seveda težje ocenili. Za največjo zakasnitev satelitov je Rømer navedel 22 minut, za najmanjšo pa 20. Bradley pa je izmeril odklon 18,5". Zvezdno aberacijo sta temeljito proučevala Struve in Nyrén.
Bošković je navajal v svoji teoriji sil iz leta 1758 veliko hitrost (po njem točkaste) svetlobe, saj je navedel, da porabi svetloba za pot od Sonca do Zemlje, ki so jo cenili na približno 20.000 Zemljinih polmerov, čas 1/8 ure (~ 450 s), kar da hitrost svetlobe 2,8347 ×108 m/s.
V letu 1849 je francoski fizik Fizeau poskusil določiti hitrost svetlobe tako, da je svetlobni blisk poslal skozi režo v vrtečem se zobatem kolesu na oddaljeno zrcalo, od koder se je odbil in še enkrat potoval skozi zobato kolo. Priprava je danes znana kot Fizeaujevo kolo. Pri dovolj nizkih hitrostih vrtenja kolesa se svetlobni žarek vrne dovolj hitro, da gre skozi isto režo, skozi katero je bil poslan. Z naraščanjem hitrosti vrtenja zobatega kolesa pa žarek ne more več skozi odprtino, ker se je kolo medtem zasukalo za polovico razdalje med režama. Pri še večjih hitrostih žarek spet pride skozi kolo, ki se je medtem zasukalo tako, da ga prepusti naslednja reža. Če poznamo razdaljo med režami in razdaljo do zrcala ter hitrost vrtenja zobatega kolesa, lahko izračunamo hitrost svetlobe. Fizeau je dobil vrednost 3,13 ×108 m/s.
Fizzeajevo metodo je izpopolnil njegov sodobnik Foucault, ki je zobato kolo nadomestil z vrtečo se zrcalno prizmo. Medtem, ko žarek potuje do oddaljenega zrcala in nazaj, se zrcalna prizma zasuka za določen kot in žarek se od nje odbije pod drugim kotom. Iz tega kota in poznani razdalji do oddaljenega zrcala in hitrosti vrtenja prizme je leta 1850 Foucault izračunal za hitrost svetlobe 2,98 ×108 m/s, kar je zelo blizu točni vrednosti. Foucault je svojo metodo izpopolnjeval skozi naslednjih 50 let. Njegova zadnja meritev iz leta 1926 znaša 2,99796 ×108 m/s.
Michelson in Morley sta leta 1887 poskušala z Michelsonovim interferometrom izmeriti, kako je hitrost svetlobe odvisna od hitrosti etra. Interferometer s polprepustnim zrcalom razdeli svetlobo na dva žarka, ki potujeta do zrcal v pravokotnih smereh, se odbijeta in spet združita. Oba žarka interferirata. Ker sta žarka potovala v pravokotnih smereh, torej tudi različno glede na eter, bi se moralo poznati, če bi bila hitrost svetlobe v enem in drugem kraku različna, saj je enemu pomagalo še gibanje Zemlje skozi eter. Michelson in Morley nista ugotovila nobene merljive razlike. Njun rezultat je posledično pokopal teorijo etra, posebna teorija relativnosti, natančneje adicijski izrek za hitrost pa je dokončno razložil, zakaj je hitrost svetlobe v obeh krakih enaka.

## Preglednica meritev hitrosti svetlobe
Povzeto po , razen kjer ni drugače navedeno.
| 1667                      | člani Accademie del Cimento | Galilejeva metoda s svetilkami | > 36.000.000:87       |
| 1672                      | Cassini                     | paralaksa Sonca                | 211.000               |
| 1676                      | Rømer                       | mrki Jupitrovih lun            | 220.000               |
| 1680?                     | Huygens                     | ocena                          | 212.600               |
| 1705                      | Newton                      | ocena                          | 211.750               |
| 1725                      | Bradley                     | zvezdna aberacija              | 308.560               |
| 1758                      | Bošković                    | ocena                          | 283.470               |
| 1849                      | Fizeau                      | vrteče se zobato kolo          | 313.000 ± 5000*       |
| 1850                      | Foucault                    | vrteče se zrcalo               | 298.000 ± 2000*       |
| 1862                      | Foucault                    | vrteče se zrcalo               | 298.000 ± 500         |
| 1875                      | Cornu                       | vrteče se zrcalo               | 299.990 ± 200         |
| 1880                      | Michelson                   | vrteče se zrcalo               | 299.910 ± 150         |
| 1883                      | Newcomb                     | vrteče se zrcalo               | 299.860 ± 30          |
| 1926                      | Michelson                   | vrteče se zrcalo               | 299.796 ± 4           |
| 1928                      | Mittelstaedt                | zaklop s Kerrovo celico        | 299.778 ± 10          |
| 1932                      | Pease in Pearson            | vrteče se zrcalo               | 299.774 ± 2           |
| 1940                      | Hüttel                      | zaklop s Kerrovo celico        | 299.768 ± 10          |
| 1941                      | Anderson                    | zaklop s Kerrovo celico        | 299.776 ± 6           |
| 1951                      | Bergstrand                  | zaklop s Kerrovo celico        | 299.793,1 ± 0,3       |
| hitrost radijskih valov   |                             |                                |                       |
| 1923                      | Mercier                     | stoječe valovanje na žicah     | 299.782 ± 30          |
| 1947                      | Jones in Conford            | navigacijski radar Oboe        | 299.782 ± 25          |
| 1948                      | Essen in Gordon-Smith       | votlinski resonator            | 299.792 ± 9           |
| 1950                      | Bol                         | votlinski resonator            | 299.789,3 ± 0,4       |
| 1950                      | Essen                       | votlinski resonator            | 299.792,5 ± 3,0       |
| 1951                      | Aslakson                    | navigacijski radar SHORAN      | 299.794,2 ± 1,9       |
| 1952                      | Froome                      | mikrovalovni interferometer    | 299.792,6 ± 0,6       |
| 1958                      | Froome                      | mikrovalovni interferometer    | 299.792,50 ± 0,10     |
| 1972                      | Evenson idr.                | laserski interferometer        | 299.792,4562 ± 0,0011 |
| 1983                      | 17. CGPM                    | definicija metra               | 299.792,458 (točno)   |
| razmerje električnih enot |                             |                                |                       |
| 1857                      | Weber in Kohlrausch         |                                | 310.000 ± 20.000*     |
| 1868                      | Maxwell                     |                                | 288.000 ± 20.000*     |
| 1883                      | Thomson                     |                                | 282.000 ± 20.000*     |
| 1907                      | Rosa in Dorsey              |                                | 299.784 ± 10          |
| * - ocena napake          |                             |                                |                       |